# 지모산
지모산(영어: zymosan)은 β(1→3) 글리코사이드 결합에 의해 연결된 반복되는 포도당 단위로 구성된 글루칸이다. 자이모산이라고도 한다. 지모산은 톨 유사 수용체 2 및 덱틴-1(CLEC7A)에 결합한다. 지모산은 효모와 같은 균류의 표면에서 발견되는 리간드이다.

## 같이 보기
- 탄수화물
- 다당류